# ФК Депортиво Кали
Депортиво Кали је колумбијски спортски клуб са седиштем у Калију, најпознатији по својој фудбалској екипи која се тренутно такмичи у првој колумбијској лиги. 
Депортиво Кали је један од најуспешнијих колумбијских фудбалских клубова, са једанаест титула - девет домаћих шампионата, један колумбијски куп и једну Суперлигу Колумбије. Њихов стадион, Стадион Депортиво Кали, првобитног капацитета 61.890, највећи је фудбалски стадион у Колумбији и званично је отворен 19. новембра 2008. године. У 2010. години његов капацитет је смањен на 55.000 људи због реновирања. Стари домаћи стадион Депортиво Кали био је Стадио Олимпико Пасквал Гуереро, капацитета 43.130.  Депортиво Кали је једини колумбијски фудбалски клуб који поседује сопствени стадион. То је уједно и први колумбијски тим који је стигао до финала Копа либертадореса 1978.  Форбс је 2016. године Депортиво Кали навео као 36. највреднији амерички тим. 

## Еволуција тимског грба
|         |         |         |           |              |
| 1912–16 | 1916–26 | 1926–48 | 1948–2012 | 2012 – данас |